# Kościół w Górkach Wielkich
Kościół w Górkach Wielkich este o arie protejată (sit de importanță comunitară — SCI) din Polonia întinsă pe o suprafață de 0,39 ha, integral pe uscat.

## Localizare
Centrul sitului Kościół w Górkach Wielkich este situat la coordonatele 49°46′25″N 18°51′19″E / 49.7735°N 18.8554°E.

## Înființare
Situl Kościół w Górkach Wielkich a fost declarat sit de importanță comunitară în ianuarie 2006 pentru a proteja 2 specii de animale.

## Biodiversitate
Situată în ecoregiunea continentală, aria protejată nu include niciun habitat protejat.
La baza desemnării sitului se află mai multe specii protejate de  mamifere (2): liliac comun (Myotis myotis), liliacul mic cu potcoavă (Rhinolophus hipposideros).